# フリーク・キッチン
フリーク・キッチン（Freak Kitchen）は、1992年に結成されたスウェーデンのヘヴィ・メタルバンド。

## 概要
複雑な曲構成、ポリリズムを前面に押し出した楽曲があることからプログレッシブ・メタルにもカテゴライズされる。あくまでも基本的な音楽性はメタルでありながら、個々の曲や時期によってはジャズやボサノヴァのようなアレンジや、ポップな曲調もある。またデスヴォイスを使うことはほとんどなく、メロディ・ラインがはっきりしているのも特徴的である。「ハミングできるメロディが必ずあって欲しい。メロディのない音楽は何も意味を持たない」と、実質的なリーダーであり、ほとんどの曲を書いているマティアス・エクルンドは語っている。歌詞は英語で歌われる。

## バンドメンバー

### 現メンバー
- マティアス・"IA"・エクルンド (Mattias "IA" Eklundh) - ボーカル、ギター（在籍1992年- ）
ニックネームの"IA"はMattiasのiaを抜き出したもの。ギターは右利きのスタイルで演奏するが、文字を書くときなどは左手でおこなう[2]。 8弦ギターを使うこともあり、1～6弦はレギュラーチューニングで7弦目を一音下げのA、8弦目を一音下げのEでチューニングする[3]。
- クリスター・エルテフォシュ (Christer Örtefors) - ベース、ボーカル（在籍2000年- ）
- ビヨルン・フリックルンド (Björn Fryklund) - ドラムス（在籍2000年- ）

### 旧メンバー
- クリスチャン・グロンランド (Christian Grönlund) - ベース、ボーカル（在籍1992年-2000年）
- ヨアキム・ショーベリ (Joakim Sjöberg) - ドラムス、ボーカル（在籍1992年-2000年）

## 略歴
フランク・ザッパやキッスの影響を受けながらもより革新的なギター･プレイを目指していたマティアスは、1989年、弱冠20歳でオランダのヘヴィ・メタル・バンド、フェイト (Fate)のギタリストとして加入。のちにスティーヴ・ヴァイにも高い評価を受けたテクニックとユニークなプレイスタイルだけでなく、フェイトの1990年リリースのアルバム『スクラッチン・スニフ』(Scratch 'n Sniff)におけるレコーディングでのギター･サウンドは通常のギター・アンプではなく、日本製のラジカセによるものだったというエピソードで注目を集めた。
1991年の暮れ、マティアスは約3年間在籍したフェイトを脱退。商業的に大きな成功がなかったという面もあるが、音楽ビジネスの搾取体質に嫌気が差したという理由が大きく、後の活動においてマティアスは権利関係を自分で管理するスタイルを貫いている。当時デンマークのコペンハーゲンに住んでいたマティアスは、母国であるスウェーデンのヨーテボリに戻り、自分のバンドを結成するためのバンド･メンバーを探し始めた。
マティアスの古くからの友人で、10代の頃Frozen Eyesというバンドで一緒に活動していたヨアキム・ショーベリは当時ロサンゼルスでジャン＝リュック・ポンティやジノ・ヴァネリとの仕事をして活動していたが、マティアスはヨアキムをドラマーとして迎えるためにスウェーデンに戻らせた。ベーシストには地元のローカルクラブで見つけたクリスチャン・グロンランドに声をかけ、フリーク･キッチンの結成となった。1992年の夏のことである。 
前述のようにマティアスは契約の上でレコード会社にコントロールされることを決して望まなかったため、世界的なメジャーレーベルではなく、アルバムのアートワークやアーティストのグッズなどほとんどを自分でコントロールできるという条件でThunderstruckレーベルと契約した。
1993年の冬から1994年にかけてレコーディングを行い、1994年の10月にスウェーデンと日本、明けて1995年にヨーロッパ諸国でデビュー・アルバムの『アペタイザー』をリリース。プロデューサーはトーベン・シュミット、ミキシングはロクセットなどを手がけたマイケル･イルバートが担当。収録された曲はマティアスがすべて作曲した。このアルバムはストックホルムで毎年行われるツェッペリン祭り(Zeppelin Gala)でその年の「ベスト・ハード・ロック・バンド」に選出された。
デンマークのフェスティバルで、ヴァン・ヘイレンのオープニング、スウェーデンのフェスティバルではブラック・サバスなどともに出演。マティアスはギターの教則ビデオ「フリーク・ギター Vol.1」をリリース。1995年11月からセカンド・アルバムのレコーディングに入り、翌1996年3月まで続いた。『スパンキング・アワー』は1996年8月リリースされた。前作同様プロデューサーはトーベン･シュミット。曲はすべてマティアスのクレジットになっている。このアルバムの4曲目「テイスト・マイ・フィスト」はギターが弾くフレーズを6連符と解釈しているとバックのビートとテンポが変化し16分音符に知覚されるというポリリズムとなっている。また7曲目の「リサ」はリサ・ダルベロをモチーフにしたバラードである。
1997年、マティアスは日本のギター・メーカー、キャパリソン・ギターのエンドーサーとなった（2002年にはシグネイチャー･モデルのギターが完成）。
1998年10月にリリースされたサード・アルバムはセルフ・タイトルで『フリーク・キッチン』と名づけられた（邦題は『フリーク・キッチンIII』）。前二作よりもソング・オリエンテッドになり、ポップな傾向になっている。彼ら自身はこの音楽性を「Pop from Hell」と形容している。
マティアスのソロ活動などをはさんで、2000年9月にリリースされた4枚目のアルバム『デッド・ソウル・メン』だったが、その年の12月23日、公式に発表されたのはマティアス以外の二人が脱退していたというニュースだった。「ツアーにでたくない」「家族との時間を大切にしたい」という理由だった。それまでで最高のセールスをあげた『デッド・ソウル・メン」の成功があったことからマティアスはバンドを解散するのではなく存続の道を選択、新たなメンバーを探し、2001年初頭にはクリスター・エルテフォシュとビヨルン・フリックルンドの加入を発表した。
2002年10月に5枚目のアルバム『ムーヴ』をリリース。新生フリーク・キッチンの最初のアルバムとなる。2005年には6枚目となる『オーガニック』をリリース。2009年10月、7枚目のアルバム『Land of the Freaks』をリリース。2014年9月8枚目のアルバム『Cooking With Pagans』をリリース。

## 特殊なギター奏法
マティアスの既成概念にとらわれないギターのアプローチの中でも、通常使用しない道具を使用してのプレイは特筆すべきものがある（ただし、必ずしもマティアスが最初に始めたわけではない）
- ホースクリップ

水道のホースを蛇口などに固定するための金具を指にはめ、弦の上で滑らせることにより無段階に音程が上昇下降をする、フレット数にもとらわれない音を出す。初期に使用していたものは、父親の車から拝借したと本人談。
- リモコン

市販のテレビのリモコンなどを、エレクトリック・ギターのピックアップ部分に近づけて操作することにより、ピコピコとした音を発する。
- ディルドー(dildo)

操作することによりモーター音を拾う。動きで弦を鳴らすなどの奏法。アンヴィルが有名。MR. BIGが行っていた、電気ドリルによるパフォーマンスと原理は同じ。
- クシ

ピック代わりに使用することにより高速のパッセージが表現可能。
バスドラムの高速連打と合わせて演奏することが多い。Mattias IA Eklundh - MusthPlaying with a... comb - Mattias Eklundh Guitar Lesson

## 牛
フリーク・キッチンのロゴマークにもなっている牛は、The Bizarre Cowsと呼ばれている。前ドラマーのホアキムによるもので、バンド結成時にスウェーデンのマティアスとロサンゼルスのホアキムで絵葉書をやり取りしていた。その際にホアキムはこの牛の絵を描いていたという。ホアキム脱退後はアルバム『ムーヴ』においてサイバーな装飾を施された形で登場していたが、素朴な牛の絵は描かれてはいない。
2014年発売の最新作『Cooking With Pagans』のアルバムジャケットに多神教（Pagans）的な牛がメンバー３人の首を調理（Cooking）しようとしている。
アルバムアートはディズニーに所属していたアニメーター兼イラストレーターのJuanjo Guarnido（ファンホ・ガルニド）によるもの。

## アルバム・ディスコグラフィ
- アペタイザー (APPETIZER) 1994年
- スパンキング・アワー (SPANKING HOUR) 1996年
- フリーク・キッチンIII (FREAK KITCHEN) 1998年
- デッド・ソウル・メン (DEAD SOUL MEN) 2000年
- ムーヴ (MOVE) 2002年
- オーガニック (ORGANIC) 2005年
- Land of the Freaks 2009年
- Cooking With Pagans 2014年
- コンフュージョン・トゥ・ジ・エネミー (CONFUSION TO THE ENEMY) 2018年

## Junk Tooth
公式には発表されていない曲を13曲集めたWebアルバムで、2000年ごろのオフィシャルサイトでダウンロードができた。EPとして記しているメディアもあるが間違いである。内容は1992年から1998年にかけてさまざまな形で録音されたデモ音源集で、音質は4トラック・レコーダーによる簡易的なものから、スタジオである程度本格的に録音されたものまでさまざまであり、それぞれの曲の歌詞もオフィシャルサイトには記されていた。また、パッケージ用のジャケットのコンテストが開かれ、ファンによる応募の中から黄色い牛をデザインしたものが選ばれた。収録曲は以下の通り。なお「Damage」という曲が2曲あるのは、それぞれの年代のバージョンという意味であり基本的には同一曲である。
- Damage '95
- Damage '97
- Dig Me Out
- Middle Class Panic
- Come Before You Leave
- Forgive Me, I'm Swedish
- Now You Know
- I'm Not Going
- The Monster Hit
- Probably Not
- The Man Who Taught His Asshole To Play The Flute
- The Special Profession
- Happening Henry

## アニメーションによるMV
新作「Cooking With Pagans」からのアニメーションMVFreak Kitchen - Freak of the Week
アニメーションを手がけたのは、ディズニーに所属していたアニメーター兼イラストレーターのJuanjo Guarnido（ファンホ・ガルニド）。
彼は「Cooking With Pagans」のアルバムジャケットも担当している
Juanjo Guarnido（ファンホ・ガルニド）が「Freak Kitchen」の大ファンということで本作の制作が決定した。
制作にあたってはKickstarterで資金を調達した。
9万ドルという目標額に対し、14万以上の支援が集まった。
ドリームワークスやGorillazのMV「Do Ya Thing」などを手がけたVFXスタジオFortiche Productionが参加している。